# Rive-de-Gier
Rive-de-Gier [ʁiv də ʒje] (sprich rihw dö schjeh) ist eine französische Stadt mit 15.457 Einwohnern (Stand 1. Januar 2022) im Arrondissement Saint-Étienne, im Département Loire und in der Region Auvergne-Rhône-Alpes.

## Geografie

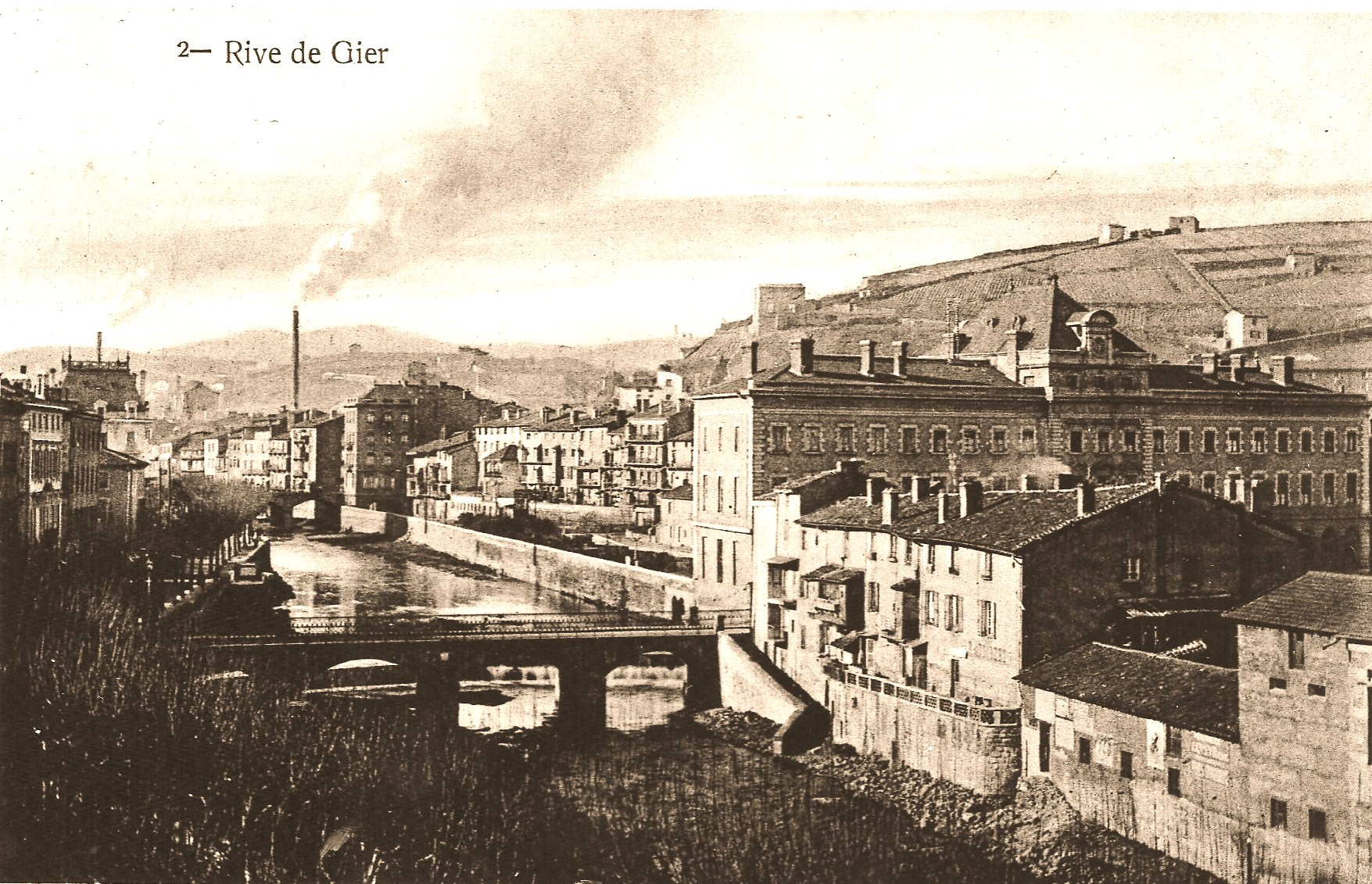
Der Gier in einer alten Ansicht – das Verwaltungsgebäude (rechts) des ehemaligen Canal de Givors ist heute das Rathaus (Hôtel de ville) der Stadt

Rive-de-Gier liegt am Fluss Gier und an der Eisenbahnstrecke von Saint-Étienne nach Lyon. Die Stadt liegt am Rande des Regionalen Naturparks Pilat und ist mit diesem als Zugangsort assoziiert. Der Gier ist heute im Stadtgebiet größtenteils überdeckt, sodass der Fluss im Stadtzentrum nicht zu sehen ist.

## Geschichte

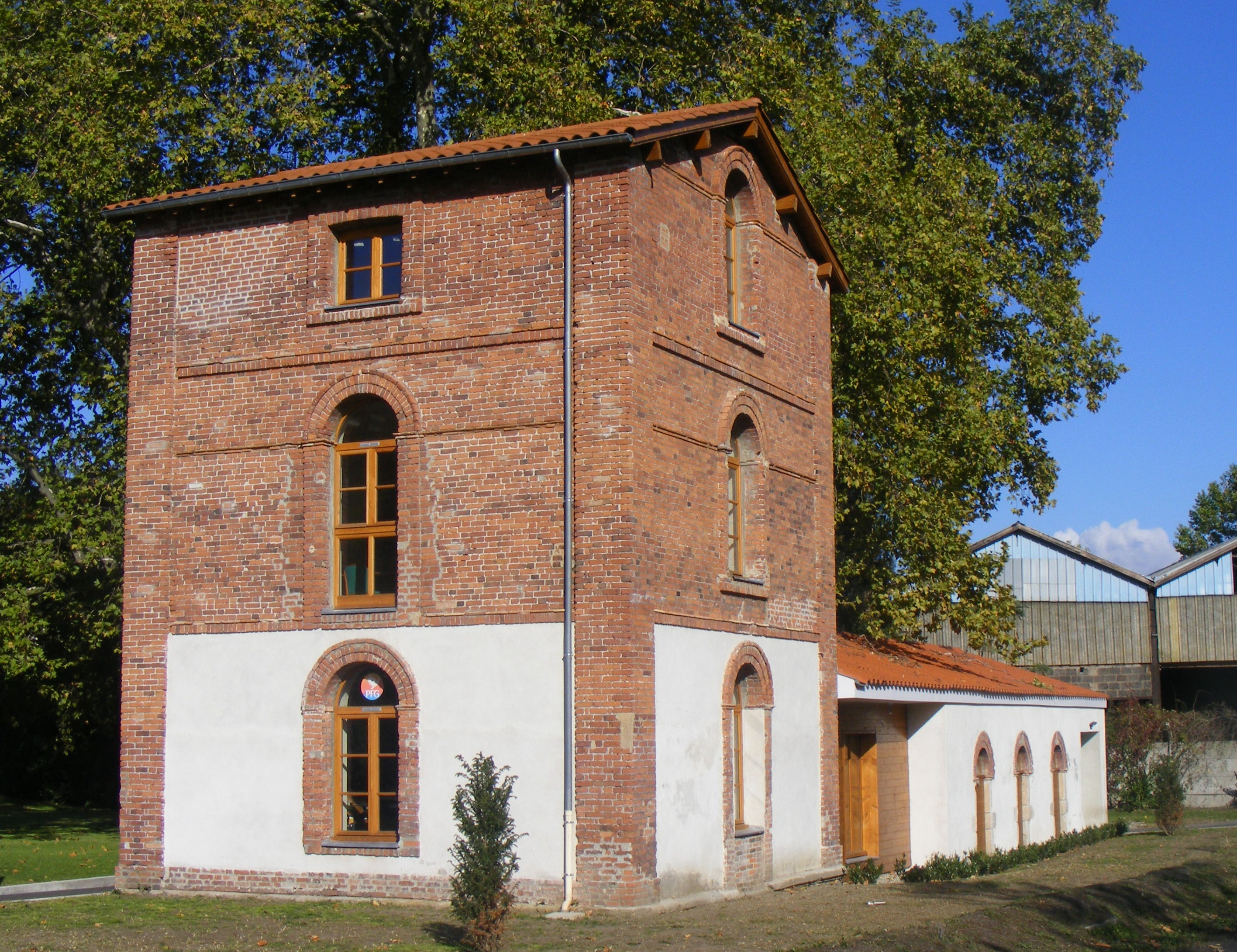
Bergwerksgebäude der Kohlenzeche Gourd-Marin aus dem 19. Jahrhundert

Wirtschaftlich war Rive-de-Gier vom Steinkohlenbergbau, Eisenwerken und Glashütten geprägt. Da der Fluss Gier nicht schiffbar ist, baute man von 1760 bis 1780 zum Abtransport der Kohle den Canal de Givors. Dieser hatte zeitweise große Bedeutung und wurde in den 1840er Jahren bis nach La Grand-Croix verlängert. Ab den 1830er Jahren verlor er Marktanteile an die Bahnstrecke Saint-Étienne–Lyon; 1886 kaufte der Staat das insolvente Kanal-Unternehmen.
Im Zweiten Weltkrieg beschäftigte das Unternehmen Marel um 1943 Zwangsarbeiter im Rahmen der Kriegswirtschaft der deutschen Besatzer.

## Bevölkerungsentwicklung
| Jahr                       | 1962   | 1968   | 1975   | 1982   | 1990   | 1999   | 2006   | 2019   |
| Einwohner                  | 16.565 | 16.855 | 17.706 | 15.806 | 15.623 | 14.383 | 14.678 | 14.978 |
| Quellen: Cassini und INSEE |        |        |        |        |        |        |        |        |

## Verkehr
1830 ging der örtliche Bahnhof an der Bahnstrecke Saint-Étienne–Lyon, der zweiten Bahnstrecke Frankreichs, in Betrieb. Diese Strecke wurde später in die Bahnstrecke Moret-Veneux-les-Sablons–Lyon-Perrache integriert. Heute wird Rive-de-Gier von Regionalzügen des TER Auvergne-Rhône-Alpes der Verbindung Saint-Étienne-Châteaucreux–Lyon-Perrache bedient.

## Persönlichkeiten
- Hugues-Fleury Donzel (1791–1850), Entomologe
- Marie Bonnevial (1841–1918), Feministin
- Bernadette Touilleux (1924–2010), Künstlerin der Art brut